# チチカカ湖の船舶

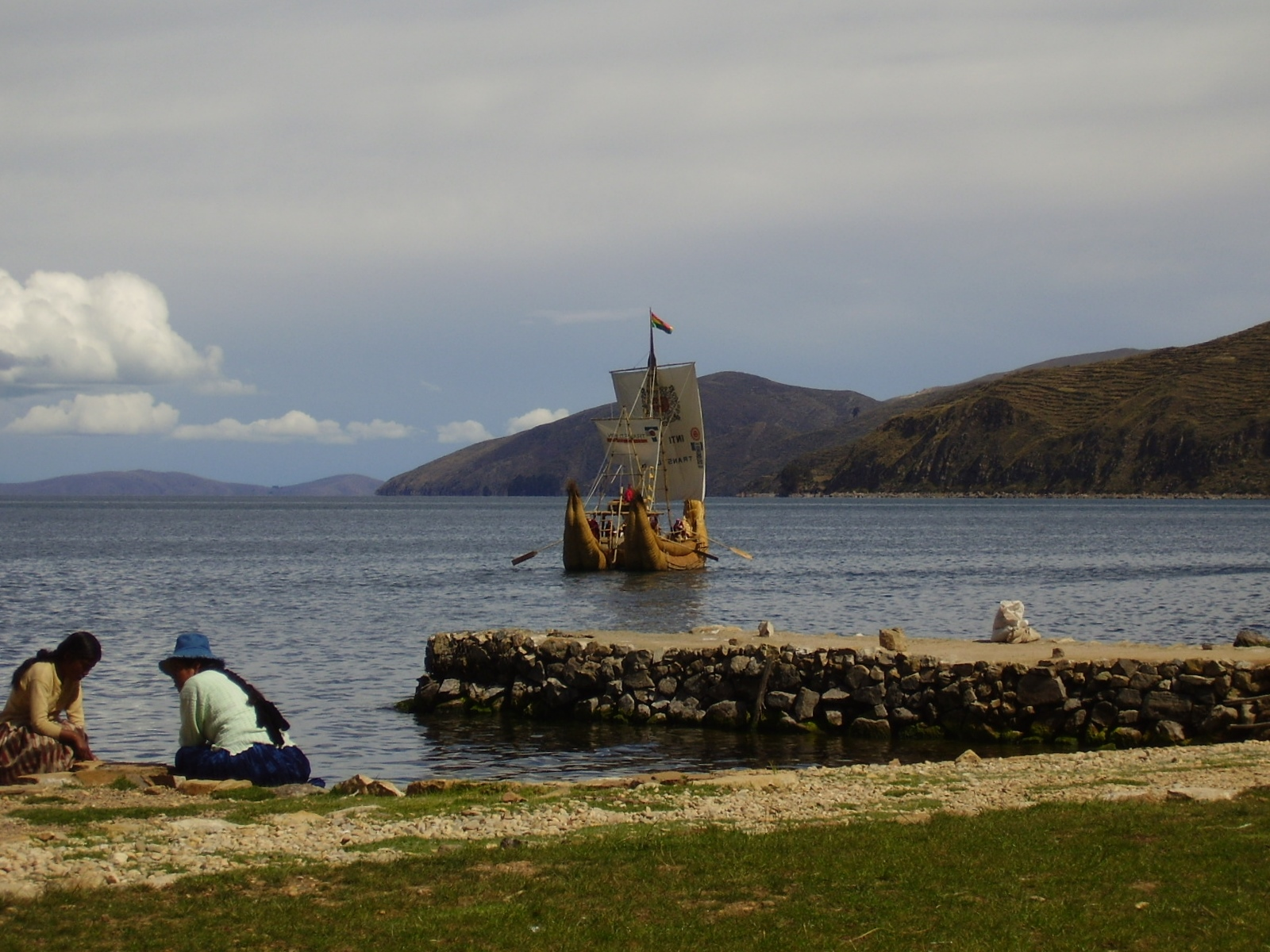
伝統的なトトラ製の葦船。現在は観光用。

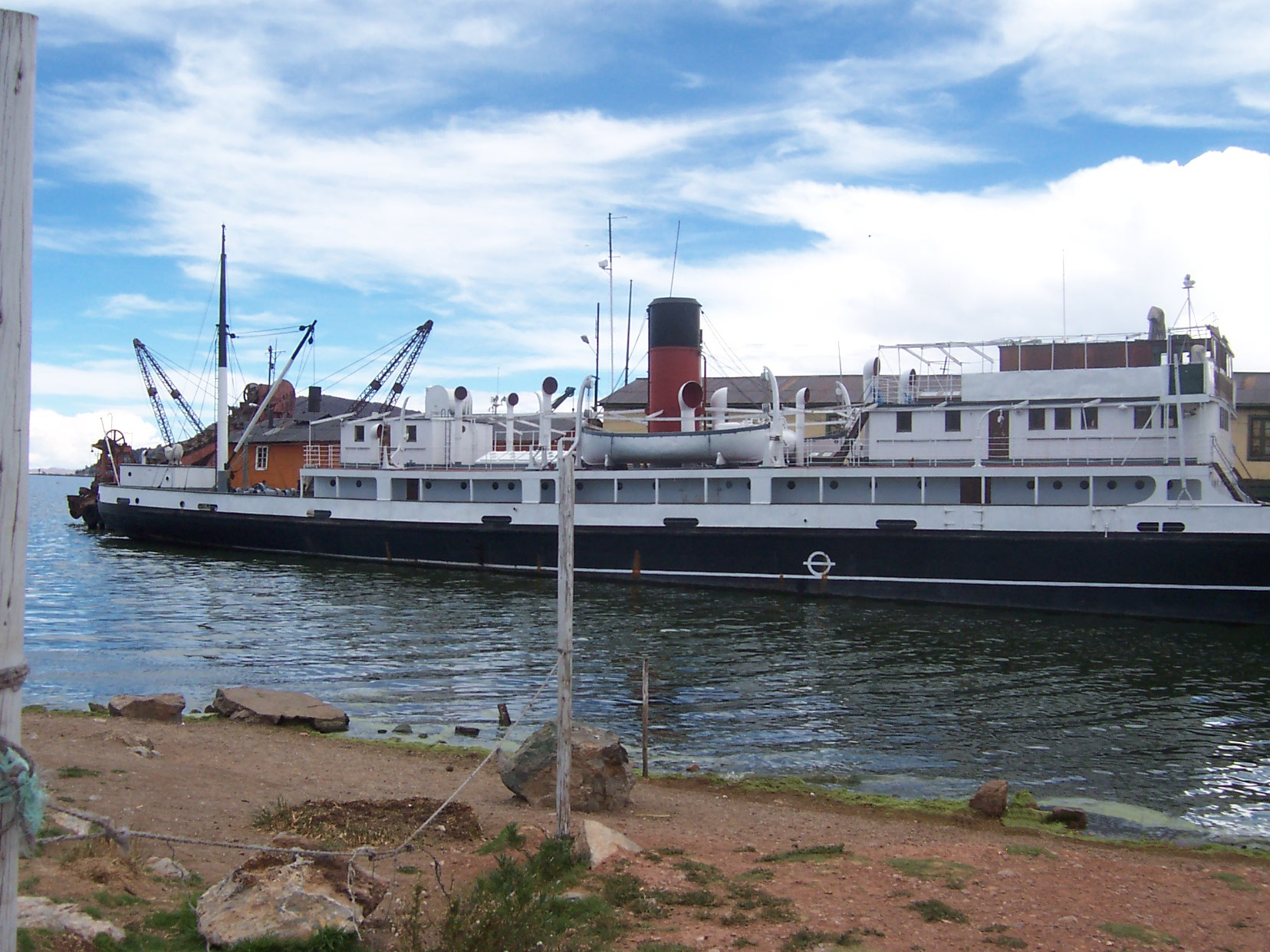
プーノ港に停泊している「オランタ」

汽船などが航行可能な湖として世界最高所とされている海抜3,810メートルのチチカカ湖での船舶史は、おそらくウロ族の伝統的なトトラ葦のいかだで始まった。その後、この地を支配した他の文明は、積載量の大きな木製の帆船を建造した。

## 歴史
1530年代、植民地化が始まってまもなく、船乗りフアン・ラドリリェロによって運行されている小さなブリッグ船の存在がすでに記録されている。1536年、スペイン人の隊長アンスレス・エ・イリェスカスは小型船を使って湖の偵察を行った。1539年、エルナンド・ピサロは、湖のどこかに沈んでいると言われていた「黄金の鎖」を探すため遠征隊を派遣した。船は大破し、その際に10人のスペイン人が亡くなった。
ペルー副王フランシスコ・デ・ボルハ・イ・アラゴンは、1617年に湖で運行するために8隻のバヘル船を送った。この船はモリェンドの港に到着し、そこからフリの町に移された。これらの船は、ボリビアにコパカバーナの教会の建材を運ぶためなどに使われた。
1830年に「インデペンデンシア」という名前を授けられた木鉄交造船が建造されたが、この船は処女航行で沈没した。

### アウロラ・デル・ティティカカ
最初の鉄船は、1855年頃に米国で建造された蒸気動力船のスクーナー「オーロラ」だった。1860年にプーノの住人であるドン・ヘロニモ・コスタに買い取られてアリカまで送られ、そこで解体され、ロバの背中に乗ってプーノに運ばれて、そこで組み立て直された。再造船時に当時最高の設備が組み込まれ、「アウロラ・デル・ティティカカ」と改名されて、乗客と貨物の輸送に使用された。新船の処女航湖は1871年5月7日、プーノとボリビアのウアリナ港の間で行われた。
このスクーナーは1877年まで運行された。この年、アマンタニ島での座礁事故で失われた。

## ペルーによる大型船導入
1861年、湖のペルー船の歴史が変わった。ラモン・カスティーリャ元帥の政権は、湖で使うペルー海軍用の蒸気船2隻を取得するために、マリアテギ准将をイギリスに派遣した。これらの蒸気船はヤバリ（Yavarí）とヤプラ（Yapura）と名付けられた。錬鉄製船体のこの船は、分解された状態で出荷され、1862年10月にマゼラン海峡を通過した後、アリカ港に到着した。2隻の船は1863年9月に鉄道を使ってタクナに運ばれた。1863年10月、プーノまでのアンデス越えの旅が始まった。最高で標高4,000メートル以上の山道を、総重量210トン以上、2,766個に梱包された船が、ポーターやラバによって運ばれた。彼らは11月18日からプーノに到着し始めた。

### ヤバリ
もともとはイギリス製だが、プーノのウアッヘ造船所で組み立てられた。1870年12月25日に進水。1976年にペルー海軍に移管され、BAP「チュクイト」と改名された。1987年にヤバリ財団が船を買収して復元し、ペルー最初の海軍博物館に変身させ、元の名前を付けた。現在（2012年）、世界最古の鉄船である。
要目：全長：47.85メートル。全幅：5.18メートル。喫水：3.48メートル。

### ヤプラ
もともとはイギリス製だが、プーノのウアッヘ造船所で組み立てられた。1872年3月18日に進水。1976年にペルー海軍に移管され、BAP「プーノ」と改名された。現在（2012年）、世界で2番目に古い鉄船。病院船に改装され、ペルー側とボリビア側、両国の湖岸の町を巡回している。
要目：全長：38.16メートル。全幅：6.10メートル。喫水：3.96メートル。

### コヤ
もともとはスコットランドで作られ、ばらばらの状態でモリェンドまで運ばれ、プーノのウアッヘ造船所で組み立てられた。1893年3月5日進水。ペルーとボリビアの間の不仲だった1910年に船籍文書が盗まれ、1935年になって初めて、期間の満了により、所有者であるペルーの会社の所有権を確認することができた。会社の国有化後、ペルー国鉄に移管され、後に放棄された。スクラップとして売却されたが、購入したビジネスマンのJuan Barriga Aranibarによって観光レストランとして復元され、スコットランドから到着して組み立てられた場所のすぐ近くに固定されている。国の文化遺産として宣言された。
要目：全長：51.53メートル。全幅：9.14メートル。喫水：3.80メートル。

### インカ
もともとはイギリスで作られたが、バラバラの状態でモリェンドに運ばれ、そこから列車でプーノに運ばれ、ウアッヘ造船所で組み立てられた。1906年進水。長年の活動の後、ペルー国鉄はスクラップとして売却した。
要目：全長：67.05メートル。全幅：6.10メートル。喫水：4.26メートル。

### オリャンタ
もともとは1930年にイギリスで建造され、モリェンドまで分解された状態で運ばれ、そこから列車でプーノに運ばれ、ウアッヘ造船所で組み立てられた。1932年進水。ペルー国鉄に移管後、さらに民間企業ペルー鉄道に委譲された。現在（2012年）は就役せず、最小限のメンテナンスでプーノの埠頭に固定されている。
要目：全長：80.77メートル。全幅：10.66メートル。喫水：3.96メートル。

### マンコ・カパック
1970年にカナダの会社Halifax Shipyardによって建造され、ウアッヘ造船所で組み立てられた。1971年8月30日進水。現在（2012年）はペルー鉄道に譲渡されており、就役せずに係留されている。甲板にはレールがあり、鉄道車両を積載して輸送できる。
要目：全長：87.00メートル。全幅：13.40メートル。喫水：2.92メートル。

### PIAS ラゴ・ティティカカ I

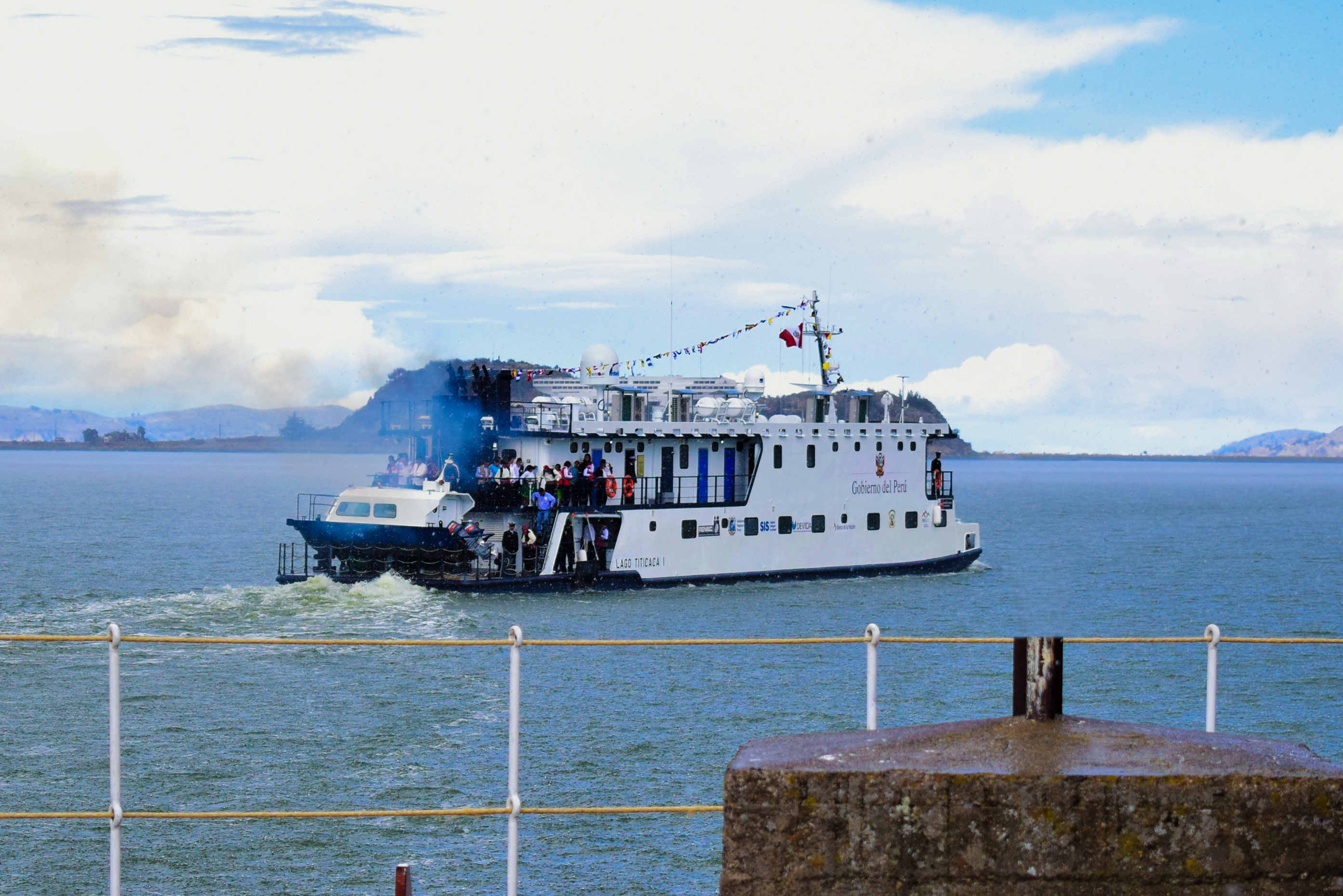
PIAS Lago Titicaca I、2017年10月16日撮影

「社会的行動のための巡回プラットフォーム（PIAS）」は開発・社会包摂省とペルー海軍によって運行される支援船で、先住民が多く居住する辺地を巡回して、医療・行政サービスや教育支援、暴力からの青少年保護などを提供する。「ラゴ・ティティカカ I」は海洋工業サービス社（SIMA）のカヤオ造船所で作られ、2017年10月16日に就役した。
全長は44メートル、全幅7メートル。最高速度11ノット。乗組員は45人（職員27人、海軍要員18人）。
コロナウイルス感染拡大のため、対応策を任務に追加し、全乗員のウィルス検査結果の陰性が確認された後、2020年9月12日に出航した。
2021年からはコロナワクチンの輸送にも従事している。
要目：全長：42.00メートル。全幅：8メートル。喫水：1.8メートル。